# Московский государственный театр Роста в Царицыно
Московский государственный театр Роста в Царицыно — театр, ориентированный на детей и юношество.

## История

### Создание
Театр создан 25 октября 1930 года как филиал Московского ТЮЗа. Задача филиала заключалась в обслуживании сельскохозяйственных районов Московской области. В то время это был единственный передвижной театр юного зрителя в Советском Союзе.

### Изменения названия
- С 1932 года — Московский областной театр пролетарских ребят.
- С 1936 года — Московский областной театр юного зрителя.
- Театр в 1990-х годах также назывался ТЮЗ «Царицыно» и «Царицынский лицей»[2].
- С 2004 года — Московский областной государственный театр юного зрителя (МОГТЮЗ).
- С 2022 года — Московский государственный театр Роста в Царицыно.

### Деятельность
За годы существования театр осуществил постановку более 300 пьес, было сыграно около 30000 спектаклей. Количество зрителей, посетивших театр за всю историю существования — более восьми с половиной миллионов.
Во время Великой Отечественной войны Московский областной театр юного зрителя был единственным детским театром, оставшимся в Москве и продолжившим играть спектакли.
Во все времена в театре ставились классические и современные пьесы, музыкальные спектакли для детей и молодежи. Театр один из первых в стране поставил детский мюзикл, в котором играл живой оркестр.
В 2010 году известный московский режиссер Николай Дручек стал главным режиссером театра.
До 2014 года основное здание театра в Москве находилось на реконструкции. Спектакли проходили на площадках других театров Москвы (Мастерская Петра Фоменко) и Московской области.
26 июня 2014 года губернатор Московской области Андрей Воробьёв назначил заслуженную артистку Российской Федерации Нонну Гришаеву новым Художественным руководителем театра. Одним из первых спектаклей был поставлен музыкальный спектакль «Леди Совершенство», премьера которого состоялась 19 декабря 2014 года в 19 часов на сцене Центрального дворца культуры имени М.И. Калинина, в котором Нонна Гришаева исполнила заглавную роль. В последующем 28 февраля 2016 года в 12 часов состоялась премьера в роли Леди Мэри у приглашенной звезды московских мюзиклов Наталии Быстровой. В конце 2020 года Нонна Гришаева приняла решение завершить свое участие в данной постановке, и 5 января 2021 года состоялся последний спектакль «Леди Совершенство» с Нонной Гришаевой в заглавной роли. Этот спектакль также стал последним, в которых были задействованы костюмы и декорации постановки, изготовленные в 2014 году к ее премьере, которые были уничтожены в результате пожара в подвале театра 29 января 2021 года. После восстановления костюмов и декораций данной постановки состоялась премьера в роли Леди Мэри у артистки труппы театра Юлии Соломкиной.
В театре организован Зрительский клуб. Это место общения работников театра и зрителей. В клубе проходят чтения современной детской и молодёжной драматургии и литературы, обсуждаются спектакли, приходят мастер-классы, тематические встречи, работает специальная программа «Конкурс зрительских рецензий».
Летом 2022 года театр перешёл в подчинение Департамента культуры Москвы, стал автономным структурным подразделением МТЮЗа и получил новое название: Театр РОСТА в Царицыно.
В январе 2023 года в рамках программы «Большие гастроли» Театр РОСТА в Царицыно посетил аннексированный Россией Луганск, где представил показы спектакля «Маленькая Метелица».
В июне 2023 года театр посетил оккупированные Бердянск и Мелитополь со спектаклем «Каникулы Бонифация».

### Пожар
29 января 2021 года около 13 часов в костюмерном цехе, расположенном в подвале театра, вследствие короткого замыкания в пиропатроне пожарной сигнализации произошел пожар. В это время на большой сцене театра проходила репетиция спектакля «Ревизор», который должен был состояться в театре в этот день в 19 часов, а на малой сцене театра готовился сбор труппы театра для начала работы над постановкой «Иван Царевич и Серый Волк». Артисты и работники театра, задействованные в данных мероприятиях, были незамедлительно эвакуированы из здания театра, благодаря чему пострадавших в данном пожаре нет. Пожарный расчет прибыл на место происшествия и полностью ликвидировал огонь спустя всего полчаса с момента поступления сигнала о пожаре, но в связи с тем, что очаг возгорания был расположен в костюмерной театра, вследствие пожара были уничтожены костюмы большинства постановок театра, а также повреждены декорации некоторых спектаклей и повреждено музыкальное оборудование, необходимое для проведения спектаклей, в которых актеры театра вживую исполняют вокальные партии. В связи с этим работа театра с 29 января 2021 года была полностью приостановлена до мента восстановления костюмов, декораций, оборудования и внутреннего интерьера театра, пострадавших в результате пожара, а Художественный руководитель театра Нонна Гришаева обратилась к Министерству культуры и Губернатору Московской области, а также руководству других театров за помощью в восстановлении утраченного имущества театра, необходимого для возобновления его работы.

### Репертуар
- «Бесприданница», музыкальный спектакль (режиссер - Александр Нестеров)
- «Цветик-семицветик», мюзикл Андрея Рубцова по мотивам рассказа Валентина Катаева (режиссер - Дарья Борисова).
- «Иван Царевич и Серый Волк», мюзикл Александра Зацепина (режиссер - Александр Нестеров).
- «Леди Совершенство» (режиссер - Заслуженный деятель искусств Российской Федерации Михаил Борисов) - с приглашенной звездой московских мюзиклов Наталией Быстровой в заглавной роли в основном составе постановки.
- «Питер Пэн» (режиссер - Алексей Франдетти) - Лауреат премии «Звезда театра» в номинации «Лучший спектакль для детей и юношества» в 2020 году.
- «Карусель» (режиссер - Александр Нестеров) - с Заслуженной артисткой России, Народной артисткой Молдовы Светланой Тома и Заслуженной артисткой России Татьяной Орловой в главных ролях.
- «Почему бы нет?!» (режиссер - Александр Нестеров) - Музыкальная комедия, посвященная отечественному кинематографу.
- «Первая любовь» (режиссер - Николай Дручек) - Лауреат фестиваля «Тургеневская театральная Москва» в номинации «Лучшая мужская роль» — Вадим Дзюба (Володя) в 2019 году. Режиссер Николай Дручек — приз фестиваля «Тургеневская театральная Москва» «За тонкое раскрытие тургеневской темы первой любви».
- «Ревизор» (режиссер - Александр Нестеров)
- «Чайка» (режиссер - Ирина Пахомова) - Лауреат премии газеты «Московский комсомолец» за роли Заслуженной артистки России Нонны Гришаевой (Ирина Николаевна Аркадина) и Людмилы Мунировой (Маша), а также за работу художника Максима Обрезкова в театральном сезоне 2018/2019.
- «Про мою маму и про меня» (режиссер - Андрей Горбатый) - с Заслуженной артисткой России Нонной Гришаевой в роли Мамы.
- «Пять вечеров» (режиссер - Павел Сафонов) - с Заслуженной артисткой России Нонной Гришаевой в роли Тамары.
- «Важная птица» (режиссер - Заслуженный деятель искусств Украины Игорь Афанасьев)
- «Сказки Пушкина» (режиссер - Ирина Пахомова)
- «Мороз&Ко» (режиссер - Вера Анненкова)
- «Запретный плод» (режиссер - Заслуженный деятель искусств Украины Игорь Афанасьев)
- «Спящая красавица» (режиссер - Ирина Пахомова)
- «Сказки на всякий случай»
- «Белые ночи»
- «Винни-Пух»
- «Маленький принц»
- «Щелкунчик»
- «Каникулы Бонифация»
- «Шукшин»
- «Маленькая метелица»
- «С любовью не шутят» (режиссер - Николай Дручек)
- «Путешествие в счастье»
- «Теремок»
- «Дюймовочка»
- «Три поросенка»
- «Пушкин. Повести Белкина» (режиссер - Николай Дручек)
- «Печорин»
- «Соловьиная ночь»
- «Звезда Победы»
- «По зеленым холмам океана» (режиссер - Николай Дручек)

## Труппа
- Заслуженная артистка России Марина Виноградова
- Заслуженный артист России Юрий Вьюшкин
- Заслуженная артистка России Зоя Лирова
- Заслуженная артистка России Лилия Добровольская
- Заслуженный артист России Михаил Шелухин
- Заслуженная артистка Московской области Элеонора Трофимова
- Антон Афанасьев
- Елена Афанасьева
- Светлана Богацкая (Чукина)
- Кирилл Водолазов
- Юлия Соломкина
- Анастасия Дворецкая
- Вадим Дзюба
- Михаил Дорожкин
- Сергей Друзьяк
- Виктор Есин
- Алла Зажаева
- Илья Ильиных
- Мария Есипенко
- Артур Казберов
- Владислав Калашников
- Андрей Клюев
- Иван Кондрашин
- Валерий Крупенин
- Валерий Кукушкин
- Игорь Ларин
- Ольга Леонова
- Ольга Лосева
- Александр Нестеров
- Нина Нестерова
- Людмила Мунирова
- Варвара Обидор
- Татьяна Покроева
- Христина Полуянова
- Ксения Попович
- Алексей Рыжков
- Дмитрий Савин
- Дмитрий Сидоренко
- Мария Сластненкова (Минаева)
- Анна Старцева
- Павел Стонт
- Елена Субботина
- Софья Тимченко
- Анастасия Христьян
- Евгений Чекин
- Аркадий Черкашин
- Дмитрий Чукин
- Ирина Шестерина

## Награды, достижения
Театр юного зрителя отмечен Почетным дипломом XIV фестиваля театрального искусства для детей в Югославии. С 1965 года член АССИТЕЖ и  участник международных выставок в Дании, ГДР, Канаде.
Музыкальная постановка «Леди Совершенство» Заслуженного деятеля искусств Российской Федерации Михаила Борисова вошла в лонг-лист театральной премии «Золотая маска» в 2015 году.
Постановка «Чайка» Ирины Пахомовой в театральном сезоне 2018/2019 стала лауреатом премии газеты «Московский комсомолец» в номинациях:
⁃ лучшая женская роль — Нонна Гришаева за роль Ирины Николаевны Аркадиной (полумэтры);
⁃ лучшая женская роль второго плана — Людмила Мунирова за роль Маши (начинающие);
⁃ лучший художник — Максим Обрезков (полумэтры).
Постановка «Первая любовь» Николая Дручека в 2019 году стала лауреатом фестиваля «Тургеневская театральная Москва» в номинации «Лучшая мужская роль» — Вадим Дзюба за роль Володи. Режиссёр Николай Дручек — приз фестиваля «Тургеневская театральная Москва» «За тонкое раскрытие тургеневской темы первой любви».
Мюзикл «Питер Пэн» Алексея Франдетти победил в номинации «Лучший спектакль для детей и юношества» в Международной ежегодной театральной премии зрительских симпатий «Звезда театрала» в 2020 году.